# When Billy Proposed
When Billy Proposed è un cortometraggio muto del 1914. Il nome del regista non viene riportato nei credit del film che, prodotto dalla Nestor Film Company, aveva come interpreti Lee Moran, Ramona Langley, Beatrice Van e, probabilmente, John Steppling.

## Trama
Pur se innamorata di Bob, Edna deve cedere al desiderio dei genitori che le hanno scelto come fidanzato Billy, ritenuto un ragazzo responsabile e più adatto a lei. Dovendo organizzare una festa, Edna fa arrivare all'innamorato un invito, chiedendogli però di presentarsi vestito da donna, facendosi passare in questo modo per una delle amiche del college, così da imbrogliare i suoi che le hanno tassativamente vietato di invitarlo. Quando Bob, travestito da ragazza, si presenta al ricevimento, tutti i maschi presenti si innamorano immediatamente della nuova venuta, compreso Bill che, nel corso della festa, finirà per chiedere alla bella fanciulla di sposarlo. Intanto, tutte le amiche di Edna sanno dello stratagemma che lei ha messo in atto e si divertono sostenendole il gioco. In spiaggia, dove si è intanto spostato il party, Edna finisce in acqua e sta per annegare. Tutti chiedono a Billy di salvarla, ma lui dichiara di non saper nuotare. A buttarsi in mare è invece Bob che, nonostante l'impedimento delle gonne, corre in soccorso dell'innamorata portandola in salvo. Billy è esposto alla vergogna e i genitori di Edna ci ripensano, concedendo alla fine il loro consenso al matrimonio della figlia con il suo salvatore.

## Produzione
Il film fu prodotto dalla Nestor Film Company.

## Distribuzione
Distribuito negli Stati Uniti dall'Universal Film Manufacturing Company, il film - un cortometraggio di una bobina - uscì nelle sale cinematografiche il 30 gennaio 1914.